# Microprobolos titan
Microprobolos titan är en stekelart som beskrevs av Lasalle 1987. Microprobolos titan ingår i släktet Microprobolos och familjen Tanaostigmatidae.
Artens utbredningsområde är Costa Rica. Inga underarter finns listade i Catalogue of Life.